# Zwarte Beertjes

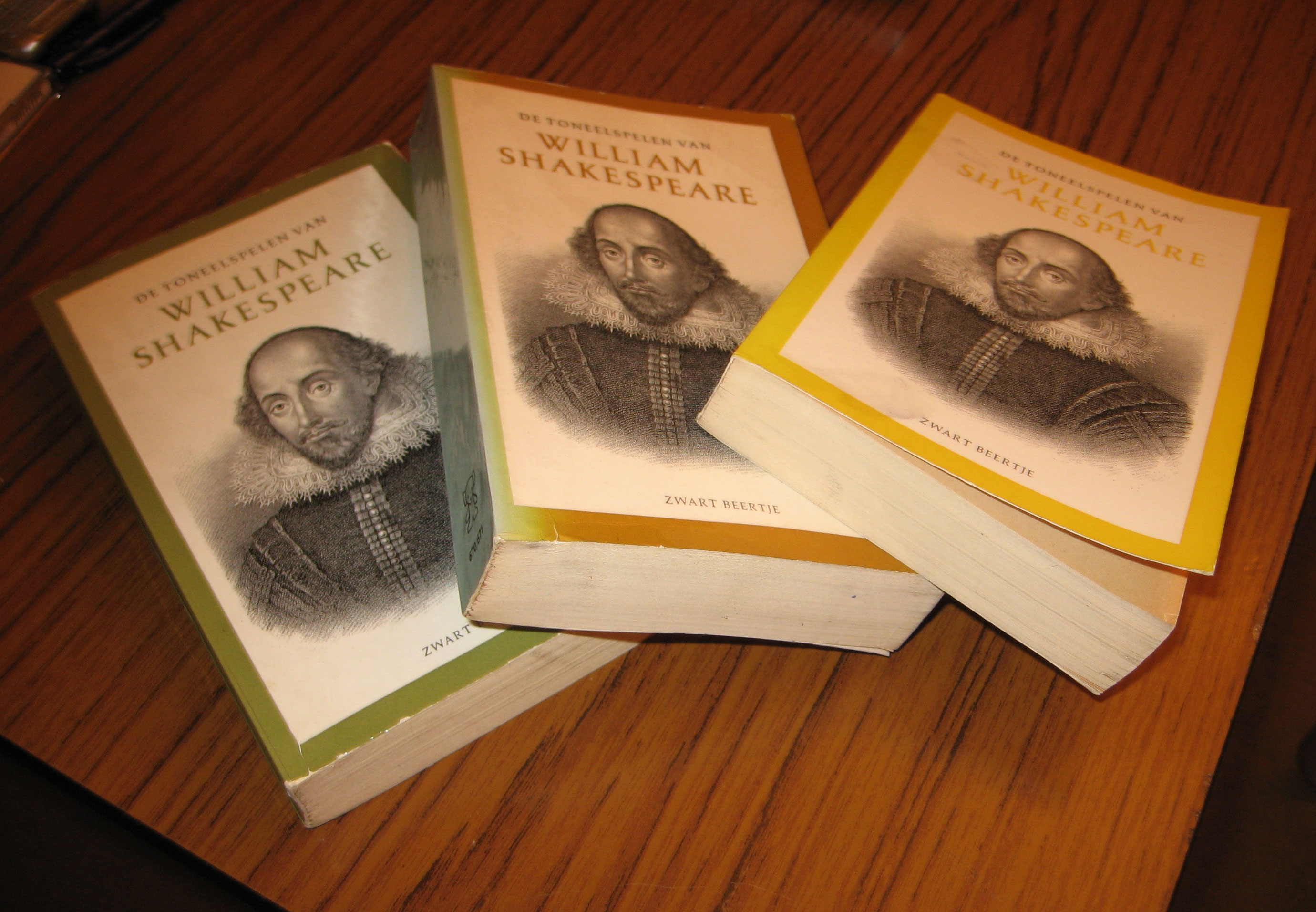
De jaren 1960 hertaling door Cees Buddingh' van de Burgersdijk-vertaling van Shakespeare, uitgegeven in de Zwarte Beertjes-reeks

De Zwarte Beertjes is een pocketreeks van A.W. Bruna Uitgevers.

## Geschiedenis
Onder de titel Boek van de Maand verschenen in 1945 in het fonds van A.W. Bruna Uitgevers in Utrecht boeken met titels van auteurs als Havank, Leslie Charteris en F.R. Eckmar (Jan de Hartog). Ze werden uitgegeven in een roodlinnen band met kleurige omslagen. De prijs per deel bedroeg fl. 3,90.
Deze serie werd de aanzet tot het ontstaan van de 'Zwarte Beertjes' pocketreeks, die in 1955 opgestart werd. Hiermee ging de uitgeverij mee in de trend van populaire pocketreeksen, m.n. de Prisma Pockets van uitgeverij Het Spectrum en de Salamanderpockets van uitgeverij Querido. Het "zwarte beertje" dat tot vandaag het zeer herkenbare logo van de reeks is, was een ontwerp van Dick Bruna, die ook vele omslagontwerpen maakte voor de reeks en daarmee in grote mate bijdroeg aan het eigen karakter van de reeks.
Het eerste Zwarte Beertje verscheen in april 1955. Het was De dood van apotheker Dekkinga, een Nederlandse roman van Tjeerd Adema. Het zou het begin worden van een reeks met meer dan 3500 nummers. Schrijvers als Havank, Ian Fleming, Gérard de Villiers, Georges Simenon, Sjöwall & Wahlöö en Janwillem van de Wetering zouden Zwarte Beertjes tot een algemeen bekende en veel verkochte pocketreeks maken.
De eerste Zwarte Beertjes lagen voor fl. 1,50 in de winkel, iets meer dan de Prisma Pockets die toen fl. 1,25 kostten.
Zoals de concurrerende reeksen was de Zwarte Beertjes-reeks een heterogene mengeling van fictie- en non-fictie-boeken, hoewel de nadruk toch meer op het "spannende" boek lag, met als toppers Georges Simenon (158 titels, waaronder vrijwel alle Maigrets), Leslie Charteris (De Saint), Jean Bruce (OSS 117), Peter Cheyney, Ed McBain en Havank. Ook de tien boeken van het Zweedse schrijversduo Sjöwall & Wahlöö en de James Bondboeken van Ian Fleming waren bestsellers in de reeks. Maar ook de betere literatuur kwam aan bod, met namen als Norman Mailer, Jean-Paul Sartre, Remco Campert, John Galsworthy (The Forsyte Saga) en de toneelspelen van William Shakespeare.
Een ander opmerkelijk Zwarte Beertje was nummer 1090 (Het rode boekje van Mao Tse-Toeng).
Ook comic strips zaten in het aanbod, met name Peanuts-boeken van Charles M. Schulz en meer recent de Garfield-strips van Jim Davis.
Zo rond 1960 begon Bruna met de reeks Grote Beren, waarin tot 1984 in totaal ongeveer 70 titels verschenen.
In de jaren 1970 werden een aantal "andere genres" in aparte pocketreeksen ondergebracht, in hetzelfde formaat als de Zwarte Beertjes: Naast een Academische Zwarte Beertjes Reeks (8 titels) bestaat er ook een Zwarte Beertjes Hobby Reeks (43 titels) een Zwarte Beertjes Jeugd Reeks (25 titels) en daarnaast zonder de toevoeging Zwart Beertje de Bruna Sprookjes Reeks (20 titels), de Bruna Fantasy en Horror reeks (31 titels), de Bruna Science Fiction Reeks (110 titels) en de Bruna Crime Classics Reeks (23 titels), de Bruna Culinair Reeks en de Bruna Specials zijn in de grote reeks Zwarte Beertjes geïntegreerd. Deze reeksen waren echter van een beperkte levensduur. De hoofdreeks heeft nu no. 3533 bereikt.
A.W. Bruna kwam in de jaren 1990 terecht in het PCM uitgeversconcern; de Zwarte Beertjes-reeks bleef echter bestaan en daarin kwamen nu ook boeken uit die werden aangeleverd door andere uitgeverijen van dit concern zoals Meulenhoff, Het Spectrum, Prometheus, De Boekerij of Unieboek. Naast bestseller-auteurs als Tom Clancy, Clive Cussler of John Grisham geeft de reeks momenteel ook veel ruimte voor populair romantisch werk (Catherine Cookson, Judith Krantz), fantasy (W.J. Maryson) en horror (R.L. Stine met de Fear Street-boeken voor een jeugdig publiek). Maar koploper qua aantal titels is momenteel zeker Gérard de Villiers, wiens S.A.S.reeks van avonturenromans in aantal de boeken van Georges Simenon benadert en wellicht zal overtreffen. Van Simenon werden 81 boeken met Maigret in de hoofdrol uitgegeven en werden tevens 77 romans van hem in de reeks opgenomen, totaal dus 158 Simenons.
In het seizoen 2004/2005 vierde de reeks zijn vijftigste verjaardag; dit werd begeleid door een aantal speciale acties, onder meer luxe-uitgaven van een aantal klassieke Zwarte Beertjes als "Gouden Beertjes".
Inmiddels zijn er meer dan tientallen miljoenen exemplaren verkocht. Nieuwe auteurs hebben de serie door de jaren heen levendig en op peil gehouden: Jackie Lourens, Robin Cook, Lilian Jackson Braun, Dorothy Gilman, Ira Levin, Ken Follett en anderen.